# Osiedle pod Borem (Skierniewice)
Osiedle pod Borem – osiedle mieszkaniowe w północnej części Skierniewic.

## Charakter osiedla
Osiedle charakteryzuje się wyłącznie zabudową domów jednorodzinnych. Osiedle położone jest w granicach Bolimowskiego Parku Krajobrazowego oraz przy granicy administracyjnej miasta Skierniewice. Położenie osiedla od centrum miasta wynosi ponad 4 km.

## Komunikacja
Osiedle posiada połączenia Miejskich Zakładów Komunikacyjnych. Do osiedla dojeżdżają linie autobusowe o numerach: 5, 10. W pobliżu znajduje się przystanek autobusowy PKS.